# چک-فرخنده‌ها
چک-فرخنده‌ها (نام علمی: Calyptophilus) سرده‌ای از پرندگان است که بومی جزیره هیسپانیولا در دریای کارائیب هستند.
چک-فرخنده‌ها یا پنهان‌دوست‌ها سرده‌ای از پرندگان است که در گذشته در خانواده فرخندگان جای می‌گرفت. مشخص شد که این گروه به اندازه کافی متمایز است که بتواند در تیرهٔ خود، چک-فرخندگان Calyptophilidae قرار گیرد. این گونه توسط چارلز بارنی کوری در سال ۱۸۸۴ تأسیس شد و دارای گونه‌های زیر است:
- چک-فرخنده غربی، Calyptophilus tertius
- چک-فرخنده شرقی، Calyptophilus frugivorus